# Feats Don't Fail Me Now
Feats Don't Fail Me Now è il quarto album dei Little Feat, pubblicato dalla Warner Bros. Records nell'agosto del 1974.
Curiosa la copertina (creata da Neon Park) che raffigura un'auto (una Lincoln Continental del 1948), in una strada di montagna, con a bordo due persone con le sembianze di George Washington e Marilyn Monroe.

## Tracce
Lato A
1. Rock and Roll Doctor – 2:57 (Lowell George, Fred Martin)
2. Oh Atlanta – 2:36 (Bill Payne)
3. Skin It Back – 4:11 (Paul Barrère)
4. Down the Road – 3:46 (Lowell George)
5. Spanish Moon – 3:01 (Lowell George)

Durata totale: 16:31
Lato B
1. Feets Don't Fail Me Now – 2:27 (Paul Barrère, Lowell George, Fred Martin)
2. The Fan – 4:30 (Bill Payne, Lowell George)
3. Medley – 10:00

Durata totale: 16:57

## Musicisti
- Lowell George - chitarre, voce
- Paul Barrère - chitarra, voce
- Bill Payne - tastiere, voce
- Ken Gradney - basso
- Richie Hayward - batteria, accompagnamento vocale
- Sam Clayton - percussioni, voce

Ospiti
- Gordon Dewitty - clavinet (brano: Spanish Moon)
- Emmylou Harris - accompagnamento vocale
- Fran Tate - accompagnamento vocale
- Bonnie Raitt - accompagnamento vocale[2]